# Getting Away with Murder (singolo)
Getting Away with Murder è una canzone dei Papa Roach. Si tratta della title track del loro quarto album in studio (2004), da cui è stata estratta come singolo.

## Lista tracce
1. Getting Away with Murder - 3:12
2. Harder Than a Coffin Nail - 3:28

## Posizioni in classifica
| Classifica                  | Posizione |
| --------------------------- | --------- |
| Germany                     | 38        |
| UK Singles chart            | 45        |
| U.S. Mainstream Rock Tracks | 2         |
| U.S. Modern Rock Tracks     | 4         |
| U.S. Billboard Hot 100      | 69        |

## Formazione
- Jacoby Shaddix - voce
- Jerry Horton - chitarra
- Tobin Esperance - basso
- Dave Buckner - batteria